# (1047) Geisha
(1047) Geisha és un asteroide pertanyent al cinturó d'asteroides descobert el 17 de novembre de 1924 per Karl Wilhelm Reinmuth des de l'observatori de Heidelberg-Königstuhl, Alemanya.
Geisha va rebre al principi la designació de 1924 TE.
Posteriorment es va anomenar pel musical The Geisha, a story of a tea house del compositor i director d'orquestra britànic Sidney Jones (1861-1946).
Geisha orbita a una distància mitjana de 2,241 ua del Sol, podent acostar-s'hi fins a 1,81 ua i allunyar-se'n fins a 2,672 ua. La seva excentricitat és 0,1923 i la inclinació orbital 5,664°. Triga a completar una òrbita al voltant del Sol 1225 dies.
Geisha forma part de la família asteroidal de Flora.